# Мачучени (Валча)
Мачучени (рум. Măciuceni) насеље је у Румунији у округу Валча у општини Мачука. Oпштина се налази на надморској висини од 253 m.

## Становништво
Према подацима из 2002. године у насељу је живело 178 становника, од којих су сви румунске националности.